# 智利擬淵燈鮭
智利擬淵燈鮭，為輻鰭魚綱水珍魚目後肛魚科的其中一種，為深海魚類，分布於東南太平洋智利海域，體長可達6.2公分，生活習性不明。